# Stachybotryna columaris
Stachybotryna columaris är en svampart som beskrevs av Tubaki & T. Yokoy. 1971. Stachybotryna columaris ingår i släktet Stachybotryna, divisionen sporsäcksvampar och riket svampar.   Inga underarter finns listade i Catalogue of Life.